# Giovanni Macchi

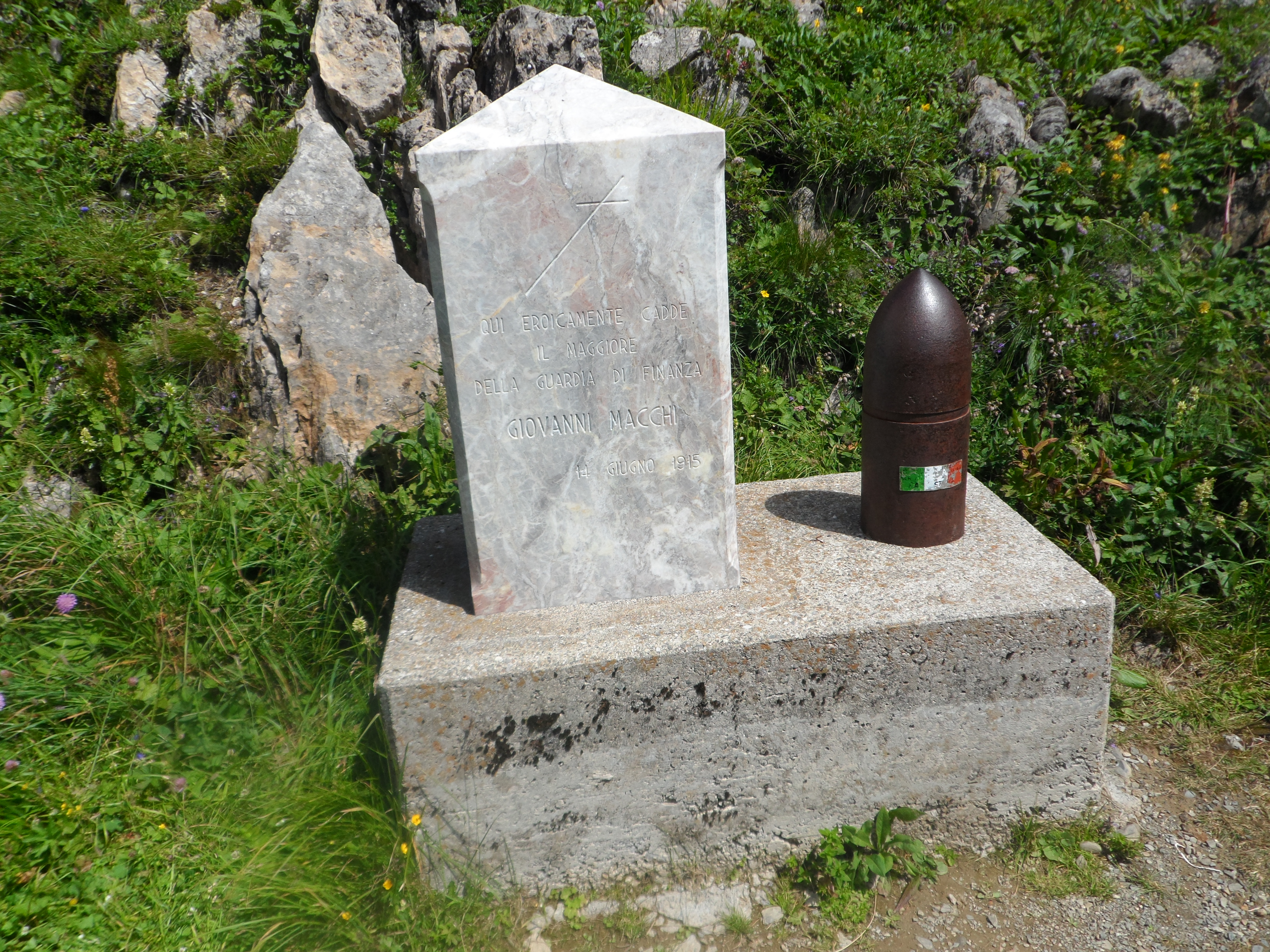
Denkmal für Giovanni Macchi am Kleinen Pal

Giovanni Macchi (* 8. Jänner 1871 in Novara di Sicilia, Sizilien; † 14. Juni 1915 am Kleinen Pal, Plöckenpass) war ein italienischer Offizier, der im Gebirgskrieg des Ersten Weltkrieges ums Leben kam.
Giovanni Macchi war zum Zeitpunkt der Mobilisierung stellvertretender Kommandant der Kadettenschule von Caserta und übernahm als Major das aus drei Kompanien (61. 62. 63.) bestehende 20. Bataillon der Guardia di Finanza. Obwohl die Soldaten aus dem Süden Italiens kamen und keine Ausbildung im Gebirgskampf erhalten hatten, traf das Bataillon am 16. Mai 1915 in Tolmezzo ein und lag im Juni bereits auf dem Kleinen Pal in Stellung.
Dort fiel Major Macchi am 14. Juni 1915 nach mehrstündigem Kampf gegen zahlenmäßig überlegene Infanterie der Österreicher, die in der Morgendämmerung einen durch Trommelfeuer der Artillerie vorbereiteten Angriff gestartet hatten. Die im Museum des Rathauses Kötschach-Mauthen befindliche Chronik verzeichnet in dieser Schlacht über 100 italienische Verluste, darunter drei Offiziere. Durch seinen hinhaltenden Widerstand konnten die Italiener jedoch rechtzeitig Verstärkungen heranführen und damit einen Verlust dieser Schlüsselstellung am Plöckenpass verhindern. Für diese Leistung wurde Giovanni Macchi posthum mit der Tapferkeitsmedaille in Silber ausgezeichnet. Am Kleinen Pal erinnert ein Denkmal an ihn, dort, wo der stark frequentierte Alpiniweg (zugleich Traversata Carnica, Weg 401) beginnt.
Von der Guardia di Finanza wurde er zahlreich geehrt. So wurde die 1920 gegründete Alpinschule in Predazzo nach ihm benannt und auch das Gebäude des Regionalkommandos von Apulien in Bari trägt seinen Namen. Von 1933 bis zu seiner Außerdienststellung 1941 betrieb die Finanza zudem das Kanonenboot Maggiore Giovanni Macchi. Im Jahr 2010 veröffentlichte das Museum der Guardia di Finanza in Rom eine Monografie über Giovanni Macchi.